# Dawn of Magic
 (janvier 2019).
Si vous disposez d'ouvrages ou d'articles de référence ou si vous connaissez des sites web de qualité traitant du thème abordé ici, merci de compléter l'article en donnant les références utiles à sa vérifiabilité et en les liant à la section « Notes et références ».
Dawn of Magic est un jeu vidéo de rôle et d'action (dit hack and slash) qui sortit en 2007 et fonctionnant sous Windows. Le jeu a été développé par le studio russe Skyfallen Entertainment et distribué en Europe par Deep Silver.

## Synopsis
Chassé du monde de l'Absolu et dépouillé de ses pouvoirs, Modo est envoyé sur terre en tant que simple mortel afin d'expier pour tous ses crimes. Prisonnier de sa condition de mortel, il tente de récupérer ses pouvoirs et de se venger en anéantissant la Terre.

## Système de jeu
Ce jeu propose au joueur trois possibles alignements : œuvrer pour le bien, pour le mal ou opter pour la neutralité. Selon la voie choisie, les autres personnages du jeu se comporteront en conséquence.

### Les caractéristiques et maîtrises
Dans ce hack & slash, il existe quatre classes de personnages prédéfinies :
- Erudit maladroit
- Gitane mystérieuse
- Femme du boulanger
- Frère joufflu

L'apparence de votre personnage change en fonction des sorts qu'il utilise le plus fréquemment.
Il existe deux catégories de compétences : les compétences dites “passives” et les compétences dites “actives”. Les compétences “actives” peuvent être invoquées. Les compétences “passives” sont activées en permanence.
Ce jeu diffère des hack and slash classiques par ses personnages magiciens qui utilisent exclusivement la magie, avec une centaine de sortilèges au total, et qui sont issus de l’une des douze écoles de magie suivantes :
- Magie du feu
- Magie de la terre
- Magie de l'eau
- Magie de l'air
- Magie de l'invocation
- Magie des ossements
- Magie des pentacles
- Alchimie
- Magie de la lumière
- Magie des bénédictions
- Magie des malédictions
- Magie du sang

Chaque école propose 8 sorts que le joueur peut apprendre à maîtriser au cours du jeu, en trouvant des parchemins ou en les achetant chez un marchand.
Les caractéristiques sont quant à elles au nombre de cinq :
- Santé pour les points de vie
- Energie pour les points d'énergie utilisés pour les sorts et compétences actives
- Force pour les dégâts infligés par les coups physiques
- Intelligence pour la régénération d'énergie et les dégâts élémentaires
- Dextérité pour les dégâts faits par les aptitudes d'attaque, la défense et les dégâts

### Autres particularités
Dawn of Magic est la réédition de Blood Magic, qui était sorti uniquement en Russie.
Dawn of magic propose cinq modes multijoueurs :
- Chacun pour soi
- Combat par équipe
- Capture du drapeau
- Survie
- Marché

Le joueur peut lui-même grâce à certaines compétences réparer vos armes et ou même invoquer à tout moment un génie du commerce. Vous pourrez ainsi vendre vos objets instantanément, sans vous rendre chez un marchand, mais aussi acheter des potions, des parchemins et d'autres objets.
De plus, son mode multijoueur peut accueillir jusqu'à 16 joueurs en réseau local, à noter qu'aucun mode de campagne coopérative n'est inclus dans le jeu.
En choisissant d’être du côté du bien, votre personnage aura pour but de tuer Modo, en choisissant le mal vous aurez pour but d’assister Modo dans l’accomplissement de sa vengeance et en cas d’alignement neutre vous n’aiderez ni n’affronterez Modo directement, mais vous aurez le loisir d’éliminez bons ou mauvais qui croiseront votre route.